# Francesc Escribano
Francesc Escribano i Royo (Villanueva y Geltrú, 1958) es un escritor, periodista y profesor universitario español.
Es profesor asociado de Comunicación Audiovisual en la Universidad Autónoma de Barcelona. Ha desarrollado su trabajo como periodista en radio, prensa y, fundamentalmente, en televisión, trabajando asiduamente para TV3, donde ingresó pocos meses después de su puesta en marcha. Fue uno de los miembros del equipo inicial del programa 30 minuts, en el que estuvo ocho años. También fue creador de diversas series como Ciutadans, Vides privades, Bellvitge Hospital y Veterinaris. En 2004 fue nombrado director de Televisión de Cataluña (tras dejar 30 minuts, Escribano había sido responsable de Actualidad y Nuevos Formatos de TVC y, posteriormente, responsable de Programas).
En su faceta de escritor ha elaborado dos libros, uno sobre el obispo Pedro Casaldáliga, «Descalzo sobre tierra roja. Vida del obispo Pere Casaldáliga», y otro sobre el último preso político ejecutado por la dictadura franquista en el garrote vil, Salvador Puig Antich, «Cuenta atrás: la historia de Salvador Puig Antich».

## Obras
- 1999 - «Descalç sobre la terra vermella. Vida del bisbe Pere Casaldàliga» (traducido al castellano como «Descalzo sobre tierra roja. Vida del obispo Pere Casaldáliga», ISBN 84-8307-453-2)
- 2001 - «Compte enrere. La història de Salvador Puig Antich» (traducido como «Cuenta atrás: la historia de Salvador Puig Antich», ISBN 84-8307-332-3)
- 2013 -  Desenterrando el silencio. Antoni Benaiges el maestro que prometió el mar. (Desenterrant el silenci. Antoni Benaiges. el mestre que va prometre el mar).

## Premios
- Premio Omnium Cultural de Televisión.
- Dos Premios Ondas Internacionales (1994) y (1996).
- Premio Gaziel de Biografías y Memorias (1998), por «Descalzo sobre tierra roja. Vida del obispo Pere Casaldáliga»
- Premio Nacional de Periodismo (2000), compartido con Joan Ubeda